# Domenico Ferri (architetto)
Domenico Ferri (Selva Malvezzi, 16 aprile 1795 – Torino, 7 giugno 1878) è stato un architetto e scenografo italiano.
Ferri è considerato, assieme a Basoli, il più celebre scenografo bolognese dell'Ottocento. Agli inizi degli anni trenta si è affermato a Parigi al Théatre Italien e ha collaborato alla messinscena delle opere di Rossini, Bellini, Donizetti e Verdi.

## Biografia

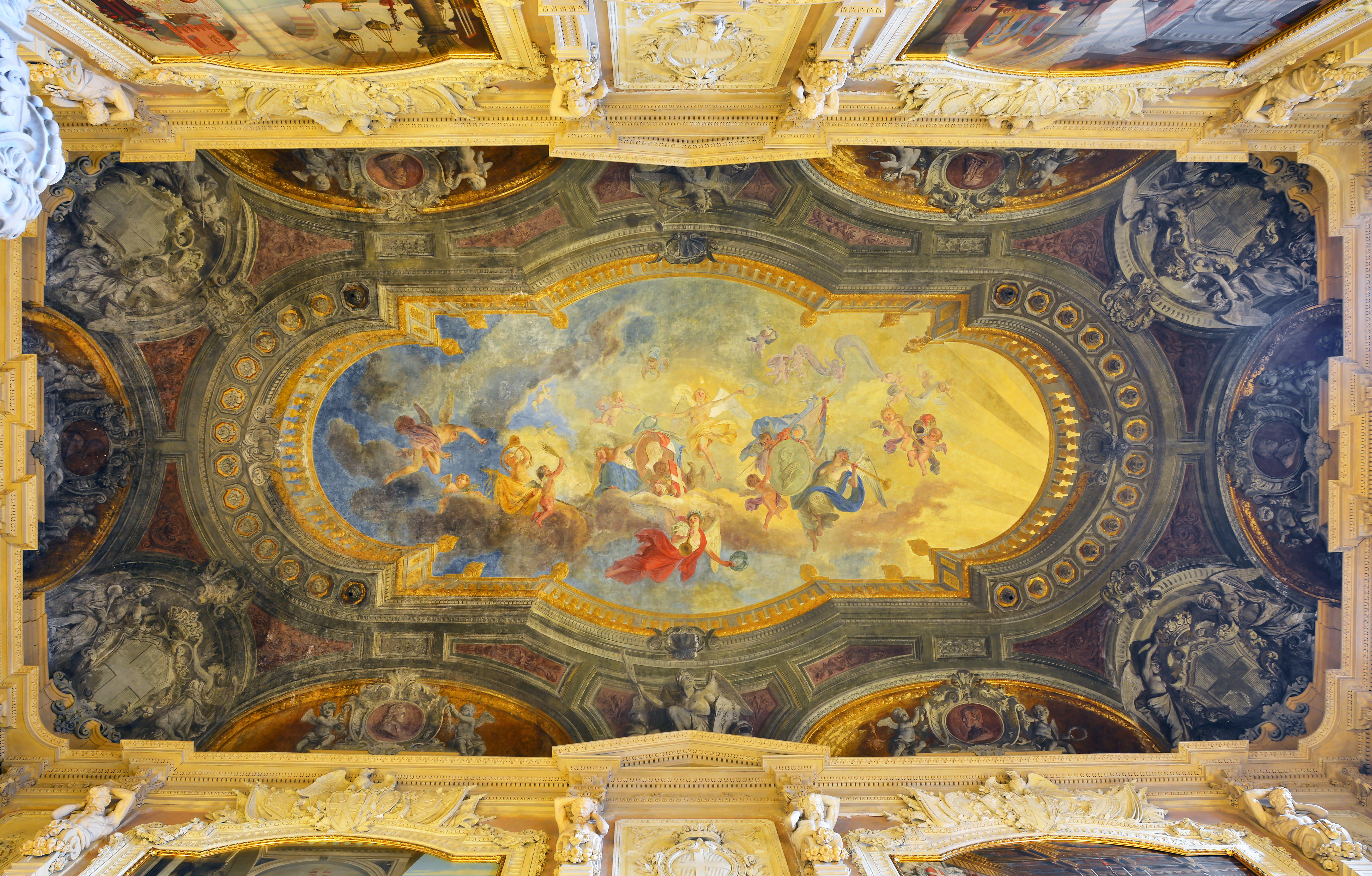
Il soffitto dello scalone d'onore nel Palazzo Reale di Torino affrescato da Domenico Ferri

Domenico Ferri, originario di Selva Malvezzi, in provincia di Bologna. Nel suo atto di nascita risulta che suo padrino fu il Governatore di allora di Selva, Giuseppe Gianini, si deve arguire che la famiglia Ferri, che contava tra i suoi membri agricoltori ed anche un sacerdote, doveva essere abbastanza importante in un contesto ottocentesco delle zone rurali della provincia di Bologna.
Frequentò l'Accademia di belle arti di Bologna, formandosi alla scuola di Francesco Cocchi e di Antonio Basoli.
Esordì come scenografo realizzando nel decennio dal 1819 al 1829 scenografie per diversi teatri sia in Emilia-Romagna che a Roma, Ancona, Padova e Senigallia.

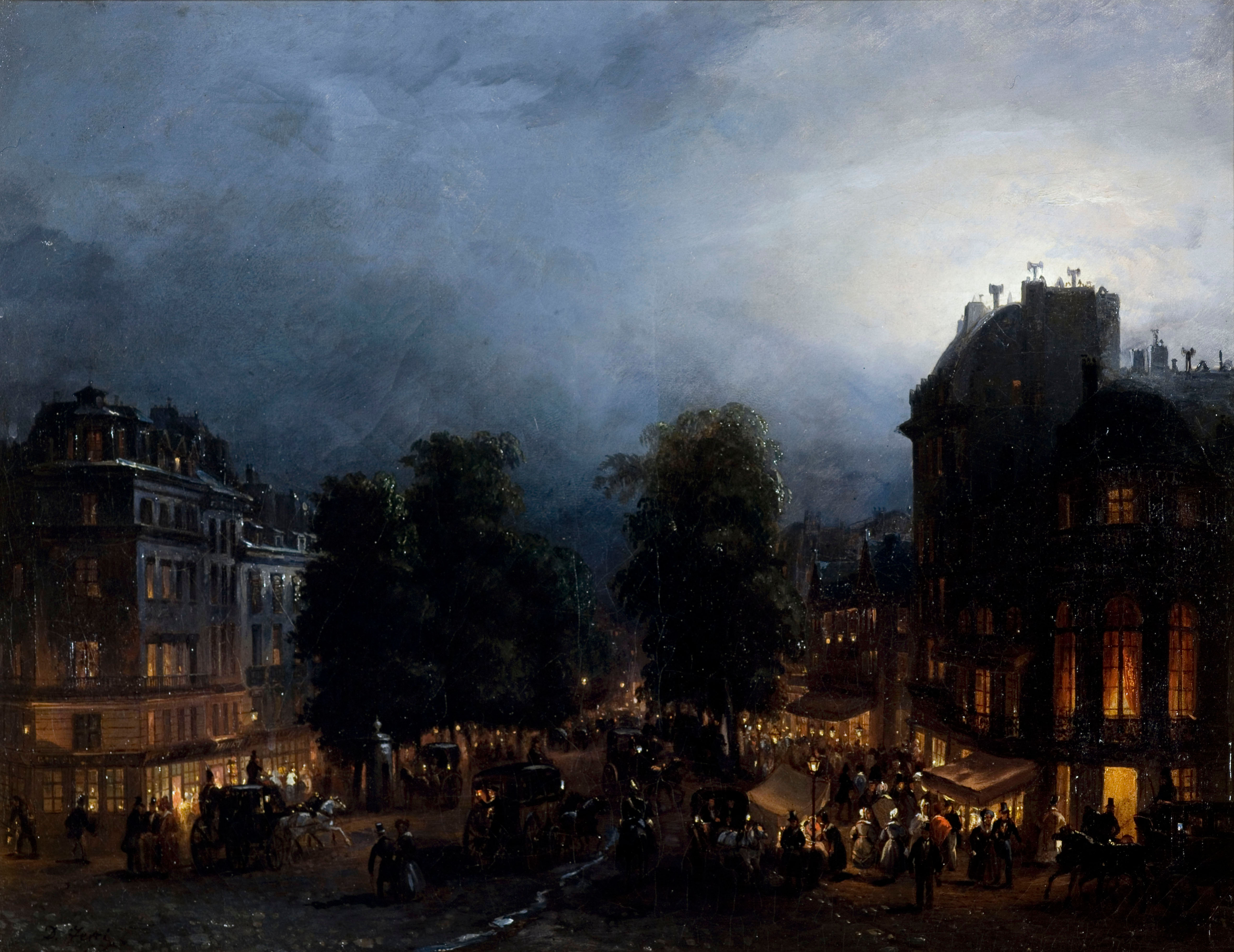
Le boulevard des italiens de nuit, 1835, coll. Museo Carnavalet

Per il suo lavoro, Domenico Ferri viaggiò molto per l'Europa.
Nel 1837 eseguì i disegni per le scene di alcune opere liriche al Teatro dell'opera italiana a Parigi, città nella quale lavorò a lungo.
Nel 1847 sarà autore, assieme all'allievo Luigi Verardi, della decorazione del soffitto e del sipario del Covent Garden di Londra.
Richiamato da Gioachino Rossini a Parigi nel 1850 rinnovò i trionfi degli scenografi italiani dei secoli XVII e XVIII.
Dal 1854 passerà al servizio dei Savoia. Chiamato da Carlo Alberto ad insegnare nell'Accademia torinese, eseguì in questa città molte opere, curando decorazioni e restauri al Castello di Moncalieri, a Palazzo Carignano, al Valentino o ancora lo scalone d'onore del Palazzo reale. Come artista della corte sabauda nel 1860 seguirà a Bologna l'adattamento degli appartamenti reali nella villa suburbana di San Michele in Bosco.
Eseguì alcuni progetti anche a Mosca, in particolare al Cremlino. 

## Riconoscimenti
La città di Molinella gli ha dedicato una via nel centro cittadino.